# Afro King
Afro King – ostatni singiel w dorobku brytyjskiej grupy EMF. Został wydany tylko w Wielkiej Brytanii i nie promował żadnego albumu.

## Lista Utworów

### CD Single UK (część pierwsza)[1]
1. Afro King 3:48
2. Too Much 3:45
3. Easy 4:00
4. Bring Me Down 4:23

### CD Single UK (część druga)[2]
1. Afro King 3:48
2. Unbelievable 3:30
3. Children 3:50
4. I Believe 3:16

### CD UK Promo Single[3]
1. Afro King 3:48